# Filip II. Orleanski
Filip II. Orleanski, francoski plemič, * 2. avgust 1674, Saint-Cloud; † 2. december 1723, Versailles .
Nečak Ludvika XIV., Filip, vojvoda Orleanski, je bil devet let regent kraljevega sina Ludvika XV. in je vodil državo v vsem samo v imenu ne. Kratkovidni regent je veljal za največjega razuzdanca v vsej francoski zgodovini. Čeprav se je izkazal za inteligentnega in nadarjenega politika, je njegovo poglavitno zanimanje veljalo ženskam in vinu. Umrl je leta 1723 zaradi možganske kapi.